# Yangzee FC
El Yangzee FC (del coreano: 양지 축구단) fue un club de fútbol de Corea del Sur que se fundó en 1967 y desapareció en 1970. El equipo dominó la escena del fútbol nacional coreano en ese momento, y alcanzó notoriedad en 1969 cuando llegó a la final del Campeonato Asiático de Clubes, perdiendo 1-0 ante el Maccabi Tel Aviv en la final en Bangkok.

## Historia
En febrero de 1967, el jefe de la Agencia Central de Inteligencia de Corea, Kim Hyung-wook, tuvo a cargo el equipo para probar el nivel de fútbol en Corea del Sur, luego de la participación de sus vecinos de Corea del Norte en la Copa Mundial de Fútbol de 1966 en Inglaterra.
Reclutando el mejor talento existente de ese entonces, participar en el club requería del servicio militar obligatorio para los coreanos, y los jugadores vivían y entrenaban dentro del Cuartel General de la Agencia de Inteligencia durante el tiempo en el que formaban parte del equipo.
Dominaban el Campeonato de Fútbol de Corea del Sur, alcanzando la final de la Copa de Clubes de Asia en 1969.
Luego de eso, las relaciones con Corea del Norte empezaron a ponerse tensas y el poder de la Agencia de Inteligencia empezaba a caer y decidieron desaparecer al equipo el 17 de marzo de 1970.

## Participación en competiciones de la AFC
- Copa de Clubes de Asia: 1 aparición

1969 - Finalista

## Entrenadores
- Choi Jung-Min
- Kim Yong-Sik